# Zweiblütiger Krokus
Der Zweiblütige Krokus (Crocus biflorus) oder Schottische Krokus ist eine Pflanzenart aus der Gattung der Krokusse (Crocus).

## Merkmale
Der Zweiblütige Krokus ist ein ausdauernder Knollen-Geophyt, der Wuchshöhen von 5 bis 10 Zentimetern erreicht. Die Knollenhülle ist glatt, häutig oder ledrig und weist am Grund Querringe auf. Die 3 bis 5 (selten bis 9) Blätter sind 2 bis 3 Millimeter breit. Es sind 2 Hochblätter und 2 (selten 1 bis 4) Blüten vorhanden. Die Perigonzipfel messen 18 bis 30 (bis 35) × (4 bis) 6 bis 12 Millimeter und sind weiß bis lila. Die äußeren Perigonblätter weisen auf der Außenseite oft 3 bis 5 violette Adern auf. 
Die Blütezeit reicht von Februar bis März, selten auch von Oktober bis November.
Die Chromosomenzahl beträgt 2n = 8, 16, 18 oder 30.

## Vorkommen
Der Zweiblütige Krokus kommt in Italien, auf Sizilien, auf dem Balkan, auf der Krim, in der Türkei, im Ost-Kaukasus, in Transkaukasien, im Nordwest-Irak und im Nord-Iran vor. Die Art wächst auf offenen Felshängen und in alpinen Rasen.

## Systematik
Die Art ist sehr formenreich, es werden bis zu 21 Unterarten unterschieden (Auswahl):
- Crocus biflorus subsp. biflorus: Die Blätter sind 0,5 bis 2 Millimeter breit. Die Blüten sind lilablau. Der Schlund und die Staubbeutel sind gelb. Die Unterart kommt in Italien und Sizilien vor.[3]
- Crocus biflorus subsp. pulchricolor (Herb.) B.Mathew: Die Blüten sind blauviolett, nicht gestreift und unten dunkler. Der Schlund ist gelb. Die Unterart kommt in der Nordwest-Türkei in Höhenlagen von 1000 bis 2300 Metern vor.[2] Sie wird von manchen Autoren auch als eigenständige Art angesehen: Crocus pulchricolor (Herb.) Herb. ex Tchich.[3]
- Crocus biflorus subsp. weldenii (Hoppe et Fürnr.) B.Mathew: Die Blüten sind weiß und manchmal am Grund blau überlaufen. Der Schlund ist nicht gelb. Die Unterart kommt auf dem West-Balkan von Istrien bis Nord-Albanien vor.[2] Sie wird von manchen Autoren auch als eigenständige Art angesehen: Crocus weldenii Hoppe & Fürnr.[3]
- Crocus biflorus subsp. alexandri (Velen.) B.Mathew: Die Blüten sind weiß. Die Außenseite der äußeren Perigonblätter ist violett. Der Schlund ist nicht gelb. Die Unterart kommt in Südwest-Bulgarien und in Süd-Serbien vor.[2] Sie wird von manchen Autoren auch als eigenständige Art angesehen: Crocus alexandri Nicic ex Velen.[3]
- Crocus biflorus subsp. melantherus (Boiss. et Orph.) B.Mathew: Die Blüten sind weiß, ihre Außenseite ist dunkel gestreift. Die Staubbeutel sind vor dem Öffnen schwarzpurpurn. Die Blütezeit reicht von Oktober bis November. Die Unterart kommt in Süd-Griechenland vor.[2] Sie wird von manchen Autoren auch als eigenständige Art angesehen: Crocus melantherus Boiss. & Orph. ex Maw.[3]
- Crocus biflorus subsp. nubigena (Herb.) B.Mathew: Die Pflanze erreicht Wuchshöhen von 5 bis 9 (selten bis 13) Zentimetern. Die Hülle der Knolle reißt am Grund ringsum auf und ist lederig. Die Blätter sind 0,5 bis 1 (selten bis 1,5) Millimeter breit. Die Blüten sind weiß oder lila-blau. Die äußeren Blütenhüllblätter besitzen auf der Außenseite drei Längsstreifen. Die Staubbeutel sind schwärzlich-braun. Die Kapsel ist 10 bis 15 Millimeter groß. Die Blütezeit reicht von Februar bis März (selten bis April). Die Unterart kommt in der östlichen Ägäis vor. Auf Karpathos wächst sie auf Phrygana und Lehmflächen in Höhenlagen von 1200 Metern.[4] Sie wird von manchen Autoren auch als eigenständige Art angesehen: Crocus nubigena Herb.[3]

## Nutzung
Der Zweiblütige Krokus wird verbreitet als Zierpflanze in Rabatten und Steingärten genutzt. Die Art ist seit spätestens 1601 in Kultur. Es gibt zahlreiche Sorten.

## Belege